# Червонослобідське водосховище
Червонослобідське водосховище (біл. Чырвонаслабадзкое вадасховішча) — водосховище на річці Мороч.
Знаходиться на межі Клецького, Копильського та Солігорського районів Мінської області.